# Hisagita-imisi
Hisagita-imisi il cui nome significa "protettore del respiro" e chiamato anche Ibofanga (“colui che siede al di sopra") è la massima divinità solare dei nativi americani creek.
Secondo i più anziani della popolazione Creek questo termine non è però il nome originario con cui questa deità era indicata, ma è un nome entrato nell'uso dopo il contatto con i bianchi. Secondo alcuni, il termine originale utilizzato dagli indigeni era forse Puyafiktca lakat, cioè il grande spirito, ma anche questo fatto non è certo. Secondo invece il nativo Jackson Lewis, gli anziani erano soliti indicare tale deità con il nome di Ibofanaga o Ibofanga, che probabilmente era una parafrasi con cui indicare la divinità senza doverne pronunciare il sacro nome oppure, ritenendo il termine come plurale, cioè coloro che sono al di sopra di noi, un'espressione utilizzata nelle cerimonie sacre per riferirsi a tutte le divinità. Nonostante ciò, si può comunque ritenere che Hisagita imisi sia un termine almeno altrettanto antico, essendo citato già da James Adair (c.1709–1783) nel suo The History of the American Indians e da altri suoi contemporanei.
Inoltre presso la maggior parte delle popolazioni indiane degli Stati Uniti sudorientali era in uso il termine Uno al di sopra, come ad indicare il fatto che non tutte le divinità erano allo stesso livello, ma esisteva un capo tra di esse. Secondo Bossu, il popolo degli Chickasaw chiamava la divinità suprema Loak ishto hoollo Aba ovvero Il grande fuoco sacro al di sopra, indicando una connessione con il sole. Per i Creek, Hisagita-imisi era in relazione con il sole, ma non era esattamente equivalente ad esso. Il suo rappresentante sulla terra era il fuoco generato durante il busk, la cerimonia del mais verde, e lo spirito del fuoco sembra fosse in qualche modo il suo messaggero. Due spiriti, detti Yaola e Hayuya, erano strettamente connessi alla cerimonia del busk. Secondo Hawkins, il secondo spirito compare nella leggenda della migrazione suddividendosi in altri quattro, ognuno associato ai quattro punti cardinali e probabilmente ai venti che spirano da essi. Il tuono, e il lampo associato, compare sotto forma di essere umano nei miti giocandovi un ruolo importante e, secondo Adair, si potrebbe identificare con Hisagita-imisi.